# Ayr
|  | Per a altres significats, vegeu «Ayr (desambiguació)». |

Ayr (en gaèlic escocès: Inbhir Àir) és una localitat del sud-oest d'Escòcia, capital del comtat administratiu de South Ayrshire. Va esdevenir Royal burgh l'any 1205.